# Чемпионат мира по фехтованию 1985
Чемпионат мира по фехтованию 1985 года проходил с 12 по 21 июля в Барселоне (Испания). Среди мужчин соревнования проходили в личном и командном зачёте по фехтованию на саблях, рапирах и шпагах, среди женщин — только первенство на рапирах в личном и командном зачёте.

## Общий медальный зачёт
| Место | Страна       | Золото | Серебро | Бронза | Всего |
| ----- | ------------ | ------ | ------- | ------ | ----- |
| 1     | ФРГ          | 3      | 2       | 1      | 6     |
| 2     | Италия       | 2      | 2       | 0      | 4     |
| 3     | Венгрия      | 1      | 1       | 1      | 3     |
| 4     | СССР         | 1      | 0       | 3      | 4     |
| 5     | Франция      | 1      | 0       | 2      | 3     |
| 6     | Болгария     | 0      | 2       | 1      | 3     |
| 7     | Чехословакия | 0      | 1       | 0      | 1     |
| Всего | Всего        | 8      | 8       | 8      | 24    |

## Медалисты

### Мужчины
| Дисциплина                  | Золото                                                                           | Серебро                                                                                       | Бронза                                                                                            |
| --------------------------- | -------------------------------------------------------------------------------- | --------------------------------------------------------------------------------------------- | ------------------------------------------------------------------------------------------------- |
| Шпага Личное первенство     | Филипп Буасс                                                                     | Ярослав Юрка                                                                                  | Филипп Рибу                                                                                       |
| Шпага Командное первенство  | ФРГ · Александр Пуш · Ахим Беллман · Фолькер Фишер · Томас Герулль · Арнд Шмитт  | Италия · Сандро Куомо · Роберто Манци · Стефано Беллоне · Анджело Маццони · Маурицио Рандаццо | СССР · Виталий Агеев · Александр Можаев · Сергей Кравчук · Андрей Шувалов · Михаил Тишко          |
| Рапира Личное первенство    | Мауро Нума                                                                       | Андреа Сипресса                                                                               | Харальд Хайн                                                                                      |
| Рапира Командное первенство | Италия · Андреа Борелла · Андреа Сипресса · Мауро Нума · Федерико Черви          | ФРГ · Маттиас Бер · Харальд Хайн · Клаус Райхерт · Торстен Вайднер · Ульрих Шрек              | СССР · Владимир Апциаури · Александр Романьков · Анвар Ибрагимов · Борис Корецкий · Андрей Клюшин |
| Сабля Личное первенство     | Дьёрдь Небальд                                                                   | Христо Этропольски                                                                            | Васил Этропольски                                                                                 |
| Сабля Командное первенство  | СССР · Андрей Альшан · Георгий Погосов · Виктор Кровопусков · Сергей Миндиргасов | Болгария · Христо Этропольски · Васил Этропольски · Георгий Чомаков · Марин Иванов            | Венгрия · Дьёрдь Небальд · Имре Буйдошо · Имре Гедёвари · Йожеф Варга                             |

### Женщины
| Дисциплина                  | Золото                                                                                    | Серебро                                                                                       | Бронза                                                                                       |
| --------------------------- | ----------------------------------------------------------------------------------------- | --------------------------------------------------------------------------------------------- | -------------------------------------------------------------------------------------------- |
| Рапира Личное первенство    | Корнелия Ханиш                                                                            | Сабина Бишофф                                                                                 | Паскаль Тренке-Ашен                                                                          |
| Рапира Командное первенство | ФРГ · Корнелия Ханиш · Аня Фихтель · Сабина Бишофф · Сюзанне Ланг · Цита-Эва Функенхаузер | Венгрия · Жужанна Яноши-Немет · Эдит Ковач · Жужанна Сёч · Гертруд Штефанек · Каталин Дьёрффи | СССР · Ольга Величко · Валентина Сидорова · Марина Соболева · Ольга Вощакина · Ирина Ушакова |